# Kim Kyu-sik

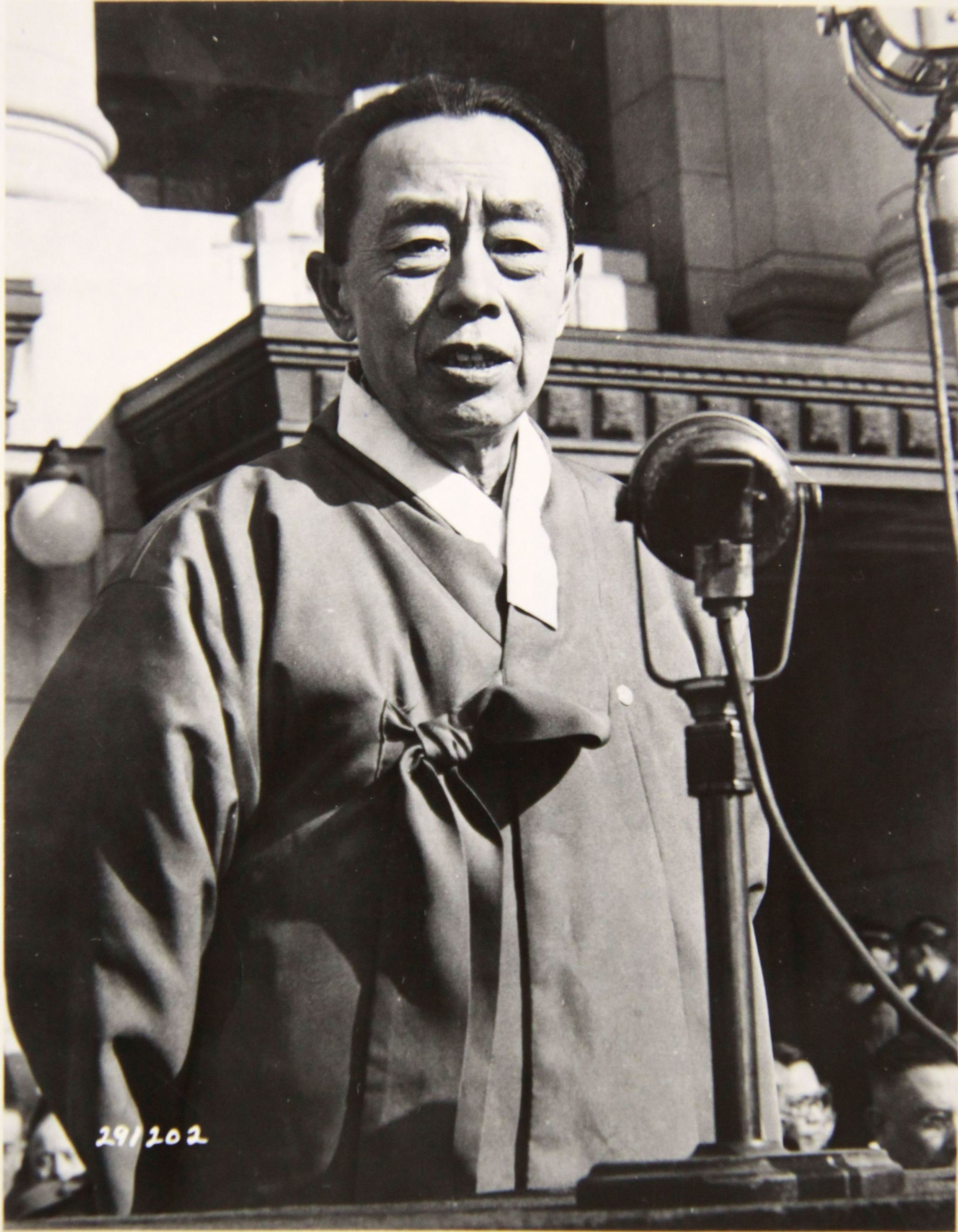
Kim Kyu-sik (1947)

Kim Kyu-sik (coreano:김규식, hanja:金奎植) (10 de dezembro de 1881 - 28 de fevereiro de 1950) foi um ativista pela independência, estudioso da literatura inglesa e diplomata da Coreia do Sul. Secretário de Relações Exteriores (1919), embaixador da Coreia do Sul para os Estados Unidos (1919-1921), ministro da educação (1921, 1933-1935), Vice-Presidente do Governo Provisório da Coreia 1940 - 1948.